# نمودار کنترل
نمودار کنترل که به نمودار شوارت (به افتخار والتر شوارت) یا نمودار فرایند-رفتار نیز معروف است، در کنترل آماری فرایندها، ابزاری برای مشخص کردن این موضوع است که آیا یک فرایند تولید یا کسب‌وکار در حیطه کنترل آماری قرار دارد یا نه.

## بررسی اجمالی
اگر آنالیز نمودار کنترل نشان دهد که فرایند در حال حاضر تحت کنترل است (برای مثال ثابت است، با تنوعی که تنها از منابع‌ای گرفته شده که برای فرایند رایجند)، هیچ تصحیح یا تغییری برای فرایند کنترل پارامترها مورد نیاز نیست. به‌علاوه، می‌توان با داده حاصل از فرایند، آینده آن را پیش‌بینی کرد. اگر نمودار نشان‌دهد که فرایند بررسی شده، تحت کنترل نیست، آنالیز نمودار به شناسایی منابع تغییر کمک می‌کند. فرایندی که ثابت است، اما خارج از محدوده مورد نظر عمل می‌کند، نیاز به تلاشی عمدی برای درک دلایل اجرای فعلی و توسعه اساسی فرایند دارد.
نمودار کنترل یکی از هفت ابزار پایه برای کنترل کیفیت است. به‌ویژه، نمودارهای کنترل برای داده سری زمانی به‌کار می‌روند، اگرچه می‌توان از آن‌ها برای داده‌ای استفاده کرد که از نظر منطقی قابل مقایسه‌اند (برای مثال می‌خواهید نمونه‌هایی را مقایسه کنید که همگی در یک زمان انتخاب شده‌اند یا به اجرای افراد مختلف مربوط می‌باشند)، با این وجود باید به نوع نمودار استفاده شده برای این هدف توجه نمود.

## جزئیات نمودار
یک نمودار کنترل شامل موارد زیر است:
- نقاطی که آمار (مثلاً یک میانگین، بازه، نسبت و …) اندازه‌گیری یک ویژگی کیفی نمونه‌ها را نشان می‌دهند که در زمان‌های مختلف از فرایند حاصل شده‌است (داده)
- میانگین این استفاده از آماری برای تمام نمونه‌ها سنجیده شود (مثلاً میانگین میانگین‌ها، میانگین بازه‌ها، میانگین نسبت‌ها)
- یک خط مرکزی در مقدار میانگین آماری قرار گیرد
- خطای استاندارد میانگین آمار نیز با توجه به تمام نمونه‌ها محاسبه گردد
- حدود کنترل بالا و پایین (گاهی «حدود طبیعی فرایند» نام دارند) که آستانه «غیر محتمل» بودن فرایند حاصل را نشان می‌دهند و در سه خطای استاندارد از خط مرکزی رسم می‌شوند

ممکن است نمودار دارای برخی ویژگی‌های اختیاری دیگر شامل موارد زیر باشد:
- حدود کنترل و هشدار بالا و پایین، با خطوطی جداگانه رسم شوند، به‌طور معمول دو خطای استاندارد بالای خط مرکزی و یک خطای استاندارد در زیر آن قرار گیرد.
- تقسیم به مناطق، با قوانین اضافی که تکرار مشاهدات در هر منطقه را هدایت می‌کند
- یادداشت رویدادهای جالب، که مهندسی کیفیت در ارتباط با فرایند کیفی مطرح کرده‌است.